# Pro Vox

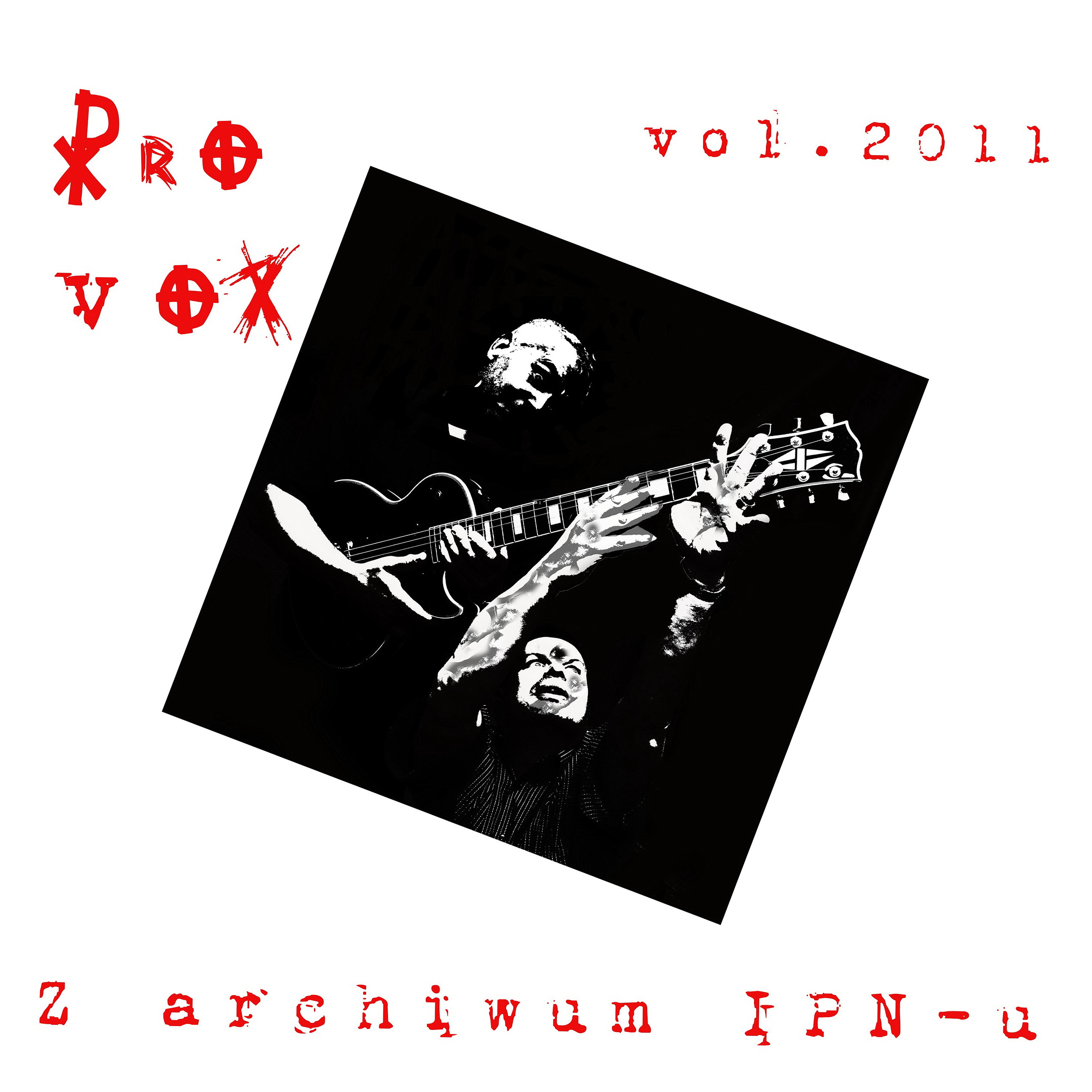
okładka płyty Pro Vox

Pro Vox – zespół muzyczny założony w 2011 z inicjatywy Jarosław Pijarowskiego i Bogusława Raatza. Zespół w swojej twórczości opiera się na zminimalizowanych formach muzycznych (sitar, gitara elektryczna, Minimoog) oraz tekstach i wokalach Pijarowskiego. Poza podstawowym składem w formie eksperymentalnej zespół korzysta z muzyków na stałe współpracujących z innymi formacjami (Question Mark, Teatr Tworzenia).
W latach 2011–2015 ukazały się materiały dokumentujące wideo-grafię zespołu:„Nie bój się starości” (fragment materiału DVD z zapisem koncertu w Golubiu Dobrzyniu  – Pro Vox live; 2012), „Z archiwum IPN-u (opus 2012)” – opublikowany w 2013, „Szkoła masturbacji” – utwór z płyty: „Z archiwum IPN-u” – opublikowany w 2013

## Dyskografia

### Płyty
- Z archiwum IPN-u (2011; Album zrealizowany w studiu muzycznym Polskiego Radia w Bydgoszczy.)

### Płyty DVD
- Pro Vox live (2012; Zapis koncertu w Golubiu-Dobrzyniu z 2011 r.)

### Kompilacje
- OFF – Życie bez dotacji (2015; Kompilacja twórczości J.Pijarowskiego)[3][4].